# Kim thạch học

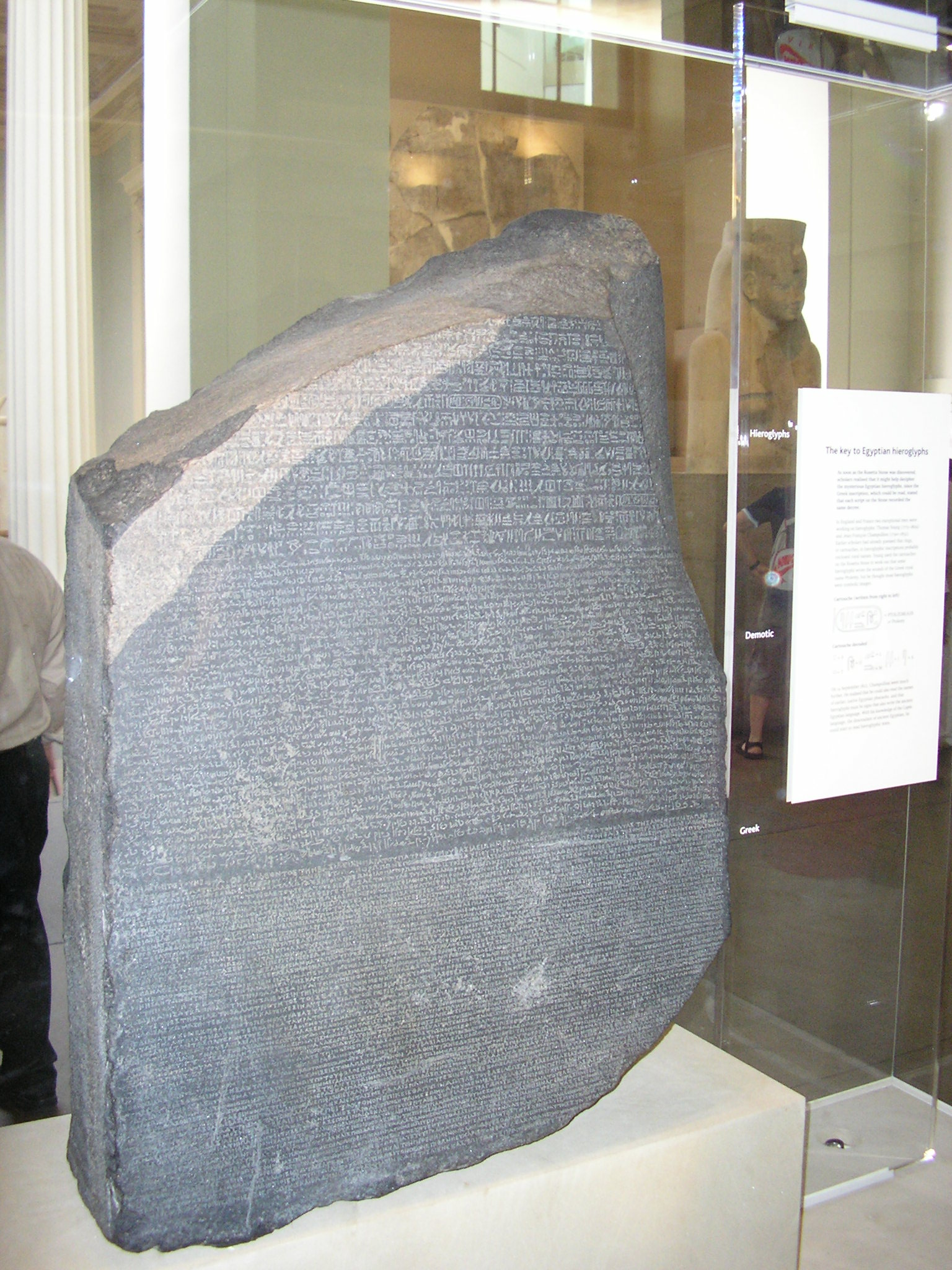
Hòn đá Rosetta ở Bảo tàng Anh

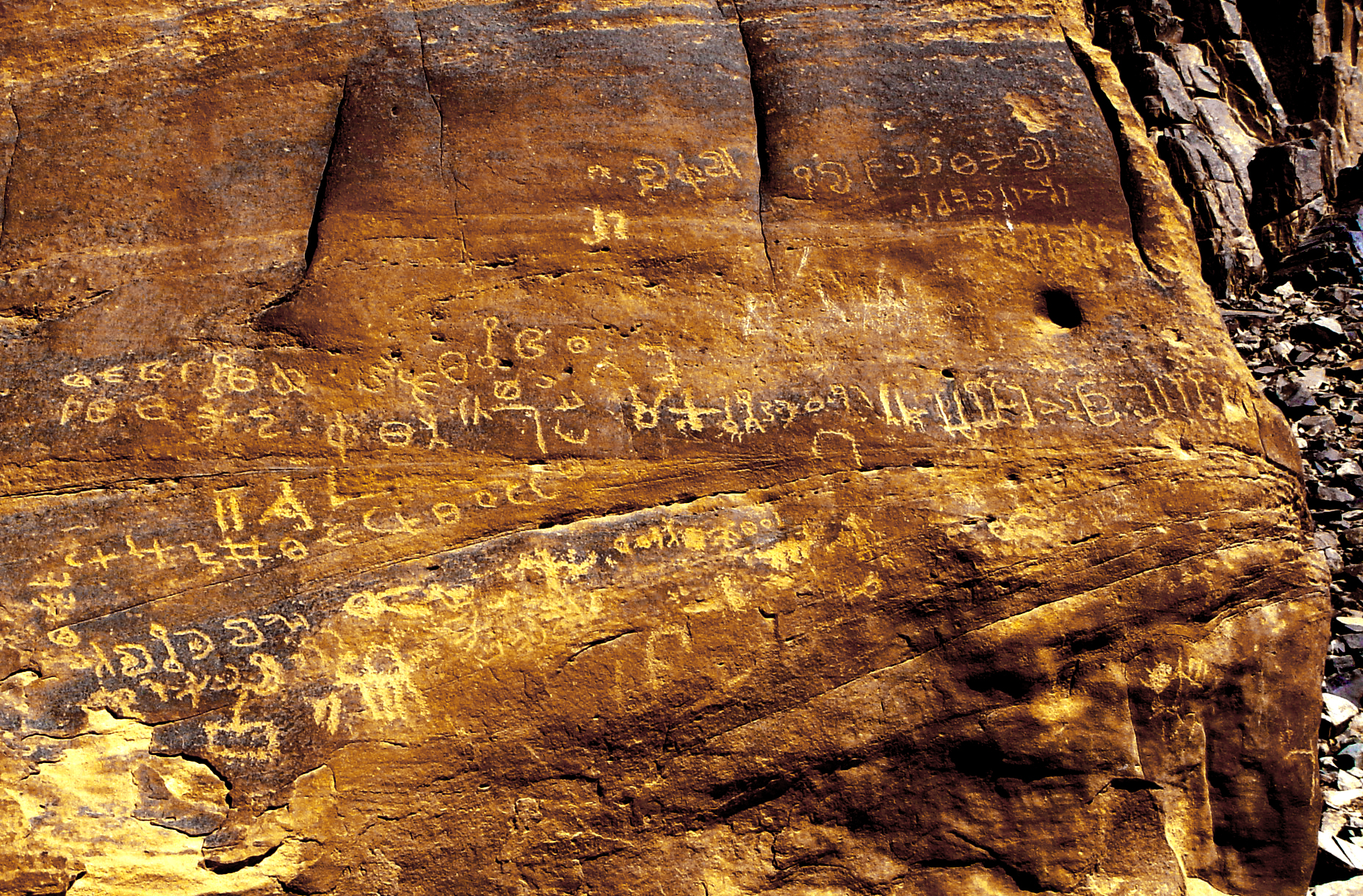
Tranh khắc đá ở Wadi Rum (Jordan)

Kim thạch học hay minh văn học (tiếng Anh: epigraphy) là môn khoa học nghiên cứu các văn khắc trên đồ đồng xanh hoặc đồ đá cũng như nhiều loại văn vật khác như thẻ tre, mai rùa, vàng ngọc, gạch ngói, cột mốc, binh phù, đồ tùy táng,..., làm rõ ý nghĩa văn tự, phân loại cách sử dụng theo thời gian và bối cảnh văn hóa, từ đó đưa ra kết luận về bản văn khắc và về tác giả. 
Môn này không nghiên cứu tầm quan trọng về mặt lịch sử của văn khắc cũng như không nghiên cứu giá trị nghệ thuật của văn bản. Ví dụ, văn khắc Behistun là một văn kiện chính thức của Đế chế Achaemenes được khắc trên đá tự nhiên tại Iran. Các nhà kim thạch học chịu trách nhiệm tái cấu trúc, dịch nghĩa và truy niên đại bản khắc, đồng thời tìm xem có văn vật nào tương tự hay không. Tuy nhiên, nhà kim thạch học sẽ không xác định và giải thích các sự kiện được chép trong văn kiện, bởi đó là công việc của các nhà sử học. Dẫu vậy, nhiều nhà khoa học có năng lực nghiên cứu cả hai lĩnh vực kim thạch học và sử học. 
Văn khắc có hình thức rất đa dạng, có khi đơn thuần chỉ là một dấu hiệu được vẽ trên một cái vò để viết tắt tên của vị thương gia vận chuyển hàng hóa trong chiếc vò đó, hoặc những vết xước trên đá, các dấu dập nổi bằng sáp, các dấu chạm nổi trên đồ đúc bằng kim loại, các tranh vẽ trên gốm hoặc trên bích họa; có khi văn khắc lại là một tài liệu dài (như một chuyên luận, một tác phẩm văn học,...). Phạm vi nghiên cứu của kim thạch học có khi trùng lặp với các môn khác như hóa tệ học hoặc cổ ngữ học. Đa số văn khắc có dung lượng tương đối ngắn nếu so với sách vở. Văn vật dùng để khắc lên có thể là kim loại (tức "kim") hoặc đá (tức "thạch"). Thông thường, các loại văn vật này được chế tác rất bền, nhưng có trường hợp chỉ là do sự tình cờ mà có, chẳng hạn một vụ cháy vô tình đã nung chín một viên đất sét khiến nó bền vững hơn theo thời gian. 
Kim thạch học là công cụ hỗ trợ chính phục vụ ngành khảo cổ học khi nghiên cứu các nền văn hóa có chữ viết. Thư viện Quốc hội Hoa Kỳ phân loại kim thạch học là một ngành khoa học phụ trợ thuộc sử học. Nhờ kim thạch học mà người ta điều tra ra được những sự gian dối trong sử học.